# Auge Gottes (Bildstock)

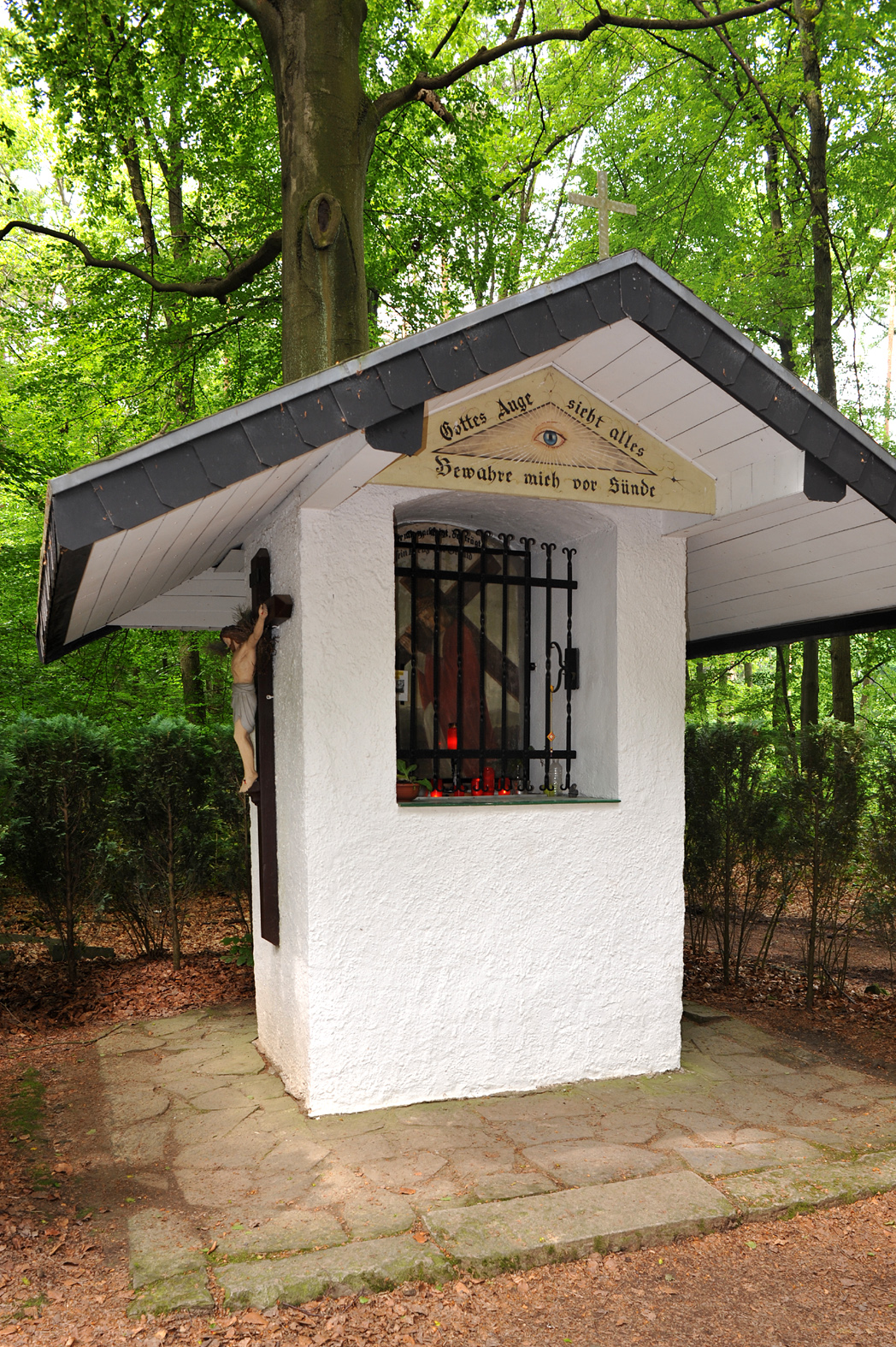
Das Auge Gottes (2009)

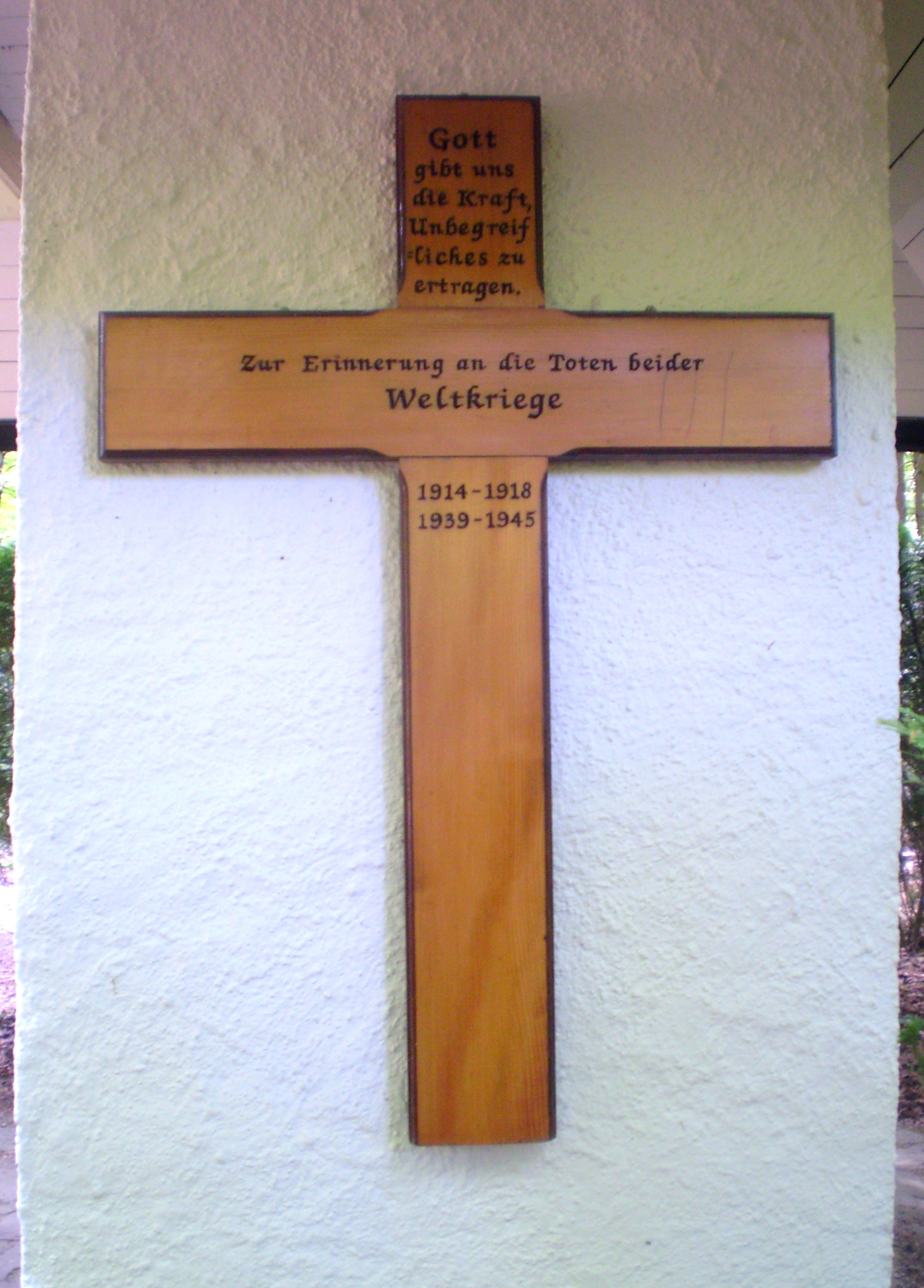
Gedenkkreuz an der rechten Seite

Das Auge Gottes ist ein kapellenähnlicher Bildstock auf der Gemarkung der Ortsgemeinde Rheinbreitbach im Landkreis Neuwied in Rheinland-Pfalz.

## Lage
Der Bildstock liegt auf dem zum Niederwesterwald gehörenden Rheinwesterwälder Vulkanrücken, auf einer Höhe von 305,3 m ü. NHN zwischen dem Erpeler Kirchspielwald und dem Honnefer Stadtwald, ebenso zwischen dem Detzelbach und dem Honnefer Graben, etwa 340 m südöstlich bis ostsüdöstlich des Gipfels der Bad Honnefer Anhöhe Hasenhardt, an einer ausgebauten Kreuzung von drei bzw. fünf Waldwegen, der er seinen Namen verleiht. Nordöstlich der Kreuzung schließt sich der Walddistrikt Im alten Weiher, südsüdwestlich der Walddistrikt Auf dem alten Weiher an. Vom Ortszentrum Rheinbreitbachs ist das Auge Gottes gut drei, vom Mittelpunkt des Ortsteils Breite Heide knapp zwei Kilometer in ostnordöstlicher Richtung entfernt. Durch seine Lage am sogenannten Rheinhöhenweg, Teil des Wanderwegs Rheinsteig, gilt es als eine der wesentlichen Sehenswürdigkeiten im näheren Umkreis. Das Auge Gottes ist ein Anfahrtspunkt für Rettungsfahrzeuge. 165 Meter nördlich verläuft die Grenze zu Nordrhein-Westfalen.

## Geschichte
Der Bildstock wurde vermutlich zwischen 1870 und 1880 durch den Gastwirt Johann Wilhelm Menden erbaut. Dieser besaß das Grundstück an einer Kreuzung des damals bedeutenden Verbindungswegs vom Westerwald zum Rhein und hatte zunächst geplant, dort ein Gasthaus zu erbauen. Der entsprechende Bauantrag an die Gemeindeverwaltung Rheinbreitbach wurde jedoch abgelehnt. Mendens Grundbesitz wurde häufig Opfer von Holzdiebstählen, die er nicht verhindern konnte, solange er dort nicht regelmäßig anwesend war. Als Mahnung an die Diebe errichtete Menden stattdessen den Bildstock, in dessen Giebel eine Darstellung von Gottes Auge der Vorsehung angebracht ist, dem als „allessehendes Auge“ keine Sünde entgeht.
1920 wurde das Auge Gottes mit dem umliegenden Flurstück von der Düsseldorfer Weißeley-Grube zum Abbau von Quarzit gepachtet, der jedoch wenig später wieder eingestellt wurde. 1921 kam es zu einer ersten Renovierung des Bildstocks. Am Ende des Zweiten Weltkriegs wurde südlich der Kreuzung Auge Gottes eine von vier Abschussrampen im Umkreis des Asbergs für die sogenannten V1-Marschflugkörper aufgebaut. 1965 und erneut 2005/2006 und 2016/17 kam es zu weiteren Restaurierungen des Bildstocks, letztmals auch des Christusbilds. An der rechten Seite ist ein Kreuz angebracht worden, das an die Toten der beiden Weltkriege erinnert.
Einer verbreiteten Legende zufolge sei einem als gewalttätig und rücksichtslos geltenden Burgherrn aus dem nahegelegenen Bruchhausen an dieser Stelle die grelle Sonne als ein Auge erschienen, welches ihn davon abgehalten habe, eine Hirschkuh zu erschießen. Nach dieser Erscheinung habe der Burgherr Selbstmord begangen, sodass die ihm untertänigen Bauern freikamen und als Dank den Bildstock erbauten.